# Меган Фокс
Меган Дениз Фокс (енгл. Megan Denise Fox; Оук Риџ, 16. мај 1986) америчка је глумица. Позната је по улози Микејле Бејнс у филму Трансформерси (2007), Џенифер Чек у филму Опасна Џенифер (2009) и Ејприл О’Нил у филму Нинџа корњаче (2014). Сматра се секс-симболом.

## Биографија
Рођена је 16. маја 1986. у Оук Риџу. Детињство је провела у оближњем Роквуду. Родитељи су јој се развели када је имала три године. Изјавила је да је живела у строгој породици која је неговала пентекостализам, али је похађала католичку школу. С обзиром да јој се мајка убрзо поново удала, изјавила је да је од стране очуха преживела „вербално, ментално и емотивно насиље”. Почела је да живи сама убрзо након што је прикупила новац. Изјавила је да је асоцијална, као и да је бисексуалног опредељења.
Године 2004. почела је да се забавља с глумцем Брајаном Остином Грином, ког је упознала на снимању серије Хоуп и Фејт када је она имала 18 година а он 30. Верили су се у новембру 2006. Венчали су се 24. јуна 2010. на Великом острву на Хавајима. Заједно имају три сина. У априлу 2019. поднела је захтев за развод брака. У јуну 2020. открила је да је у вези с певачем Machine Gun Kelly. У марту 2025. родила је ћерку.

## Филмографија
| Улоге Меган Фокс |                                               |               |                  |          |
| Година           | Српски назив                                  | Изворни назив | Улога            | Напомена |
| 2001.            | Незаборавно путовање                          |               | Брајана          |          |
| 2004.            | Краљица школе                                 |               | Карла Сантини    |          |
| 2004.            | Модни злочини                                 |               | Кендас           | ТВ филм  |
| 2007.            | Трансформерси                                 |               | Микаела Бејнс    |          |
| 2008.            | Како се решити пријатеља и отуђити се од људи |               | Софи Мејс        |          |
| 2009.            | Опасна Џенифер                                |               | Џенифер          |          |
| 2009.            | Трансформерси - Освета пораженог              |               | Микаела Бејнс    |          |
| 2010.            | Џона Хекс                                     |               | Лајла            |          |
| 2010.            | Игра страсти                                  |               | Лили Ластер      |          |
| 2011.            | Пријатељи                                     |               | Мери Џејн        |          |
| 2012.            | Диктатор                                      |               | Меган Фокс       |          |
| 2012.            | Овако је са 40                                |               | Деси             |          |
| 2014.            | Нинџа корњаче                                 |               | Ејприл О’Нил     |          |
| 2016.            | Нинџа корњаче: Изван сенке                    |               | Ејприл О’Нил     |          |
| 2019.            |                                               |               | Џулиана          |          |
| 2019.            |                                               |               | Соледад Паладин  |          |
| 2019.            |                                               |               | Маргарита Хигинс |          |
| 2020.            |                                               |               | Елен             |          |
| 2020.            |                                               |               | Саманта О’Хара   |          |
| 2021.            |                                               |               | Ема              |          |
| 2021.            |                                               |               | Ребека Ломбарди  |          |
| 2021.            | Ноћни зуби                                    |               | Грејс            |          |
| 2022.            |                                               |               | Жаклин           |          |
| 2022.            |                                               |               |                  |          |
| 2023.            |                                               |               | Алана Харт       |          |
| 2023.            | Плаћеници 4                                   |               | Ђина             |          |
| 2024.            |                                               |               | Алис             |          |